# Шепнене
Шепненето е негласен начин на вокализация, при който гласовите гънки (гласните струни) се отклоняват в абдукция (движение на структура далеч от средната линия), за да не вибрират; въздухът преминава между аритеноидните хрущяли (двойка малки тристранни пирамиди, които образуват част от ларинкса, към които са прикрепени гласните струни), за да създаде звукова турбуленция по време на речта. Надларингеалният начин на учленение на съгласните остава същия като при нормална реч.
При нормална реч гласовите струни се редуват между състояния на глас и тишина. При шепненето се променят само гласовите сегменти, така че гласовите струни се редуват между шепот и беззвучност (въпреки че акустичната разлика между двете състояния е минимална). Поради това прилагането на разпознаване на реч за шепнеща реч е по-трудно, тъй като характерният спектрален диапазон, необходим за откриване на срички и думи, не се дава чрез пълното отсъствие на тон. По-напреднали техники като невронни мрежи обаче могат да се използват, както е направено от Amazon Alexa.
В МФА няма символ за шепнеща фонация, тъй като не се използва фонетично на нито един език. Въпреки това, в литературата понякога се среща подточка под фонемично озвучени сегменти, както [ʃʊ̣ḍ] за шепнешком трябва.

## Социална роля
Шепотът обикновено се използва тихо, за да се ограничи слуха на речта на слушателите, които са наблизо; например за предаване на секретна информация, без да бъде подслушан или за да се избегне безпокойство на другите на тихо място като библиотека или място за поклонение. Силен шепот, известен като сценичен шепот, обикновено се използва само за драматични или изразителни цели. Шепотът също изисква по-малко усилия за вокализиране, отколкото нормален образец на реч. Това е така, защото за озвучаване на звука трябва да се използва по-малко въздух. Въпреки това, докато са необходими по-малко усилия, за да се получи шепот, той изморява гласовите струни по-бързо.

## ASMR
През 2010 г. е открито, че шепотът е един от многото задействания на Autonomous sensory meridian response (ASMR). Този феномен е констатиран след видеоклипове в YouTube на хора, говорещи в близост до камерата с тих шепот, предизвикващи бучене в ушите на зрителя. Хората често слушат тези видеоклипове, за да им помогнат да спят и да се отпуснат.

## Сред нехората
Разпространението и функцията на нискоамплитудната сигнализация, изключвайки хората, са слабо характеризирани. Като такава е трудно да се установи съществуването на шепот сред животните. Това се затруднява от специфичната физиология на човешкия шепот. Чрез достатъчно облекчаване на дефиницията за шепот може да се твърди, че всеки брой нечовешки видове демонстрират поведение, подобно на шепот. Често тези поведения функционират за повишаване на приспособимостта.